# きよら羽龍
きよら 羽龍（きよら はりゅう、9月8日 - ）は、宝塚歌劇団宙組に所属する娘役。
東京都練馬区、お茶の水女子大学附属中学校出身。身長161cm。愛称は「おはね」。

## 来歴
2016年、宝塚音楽学校入学。
2018年、音楽学校卒業後、宝塚歌劇団に104期生として入団。入団時の成績は5番。星組公演「ANOTHER WORLD／Killer Rouge」で初舞台。その後、月組に配属。
2019年の阪急阪神初詣ポスターモデルに起用される。
2021年、珠城りょう・美園さくらトップコンビ退団公演となる「桜嵐記」で、新人公演初ヒロイン。当初は前年の「ピガール狂騒曲」で初ヒロイン予定であったが、新型コロナウイルス感染拡大により、新人公演が休止となる。続く「LOVE AND ALL THAT JAZZ」でバウホール公演初ヒロイン。
2022年の「グレート・ギャツビー」で2度目の新人公演ヒロイン。
2023年のショー「Deep Sea」で役替わりでエトワールを務める。
2024年2月1日付で宙組へ組替えとなることが発表されていたが、中止となる。
2025年3月10日付で月組から宙組へ組替え。同年の「RED STONE」（KAAT神奈川芸術劇場・ドラマシティ公演）で、東上公演初ヒロイン。

## 主な舞台

### 初舞台
- 2018年4 - 6月、星組『ANOTHER WORLD』『Killer Rouge（キラー ルージュ）』（宝塚大劇場のみ）

### 月組時代
- 2018年8 - 11月、『エリザベート-愛と死の輪舞（ロンド）-』
- 2019年1月、『Anna Karenina（アンナ・カレーニナ）』（バウホール） - エカテリーナ・シチェルバツキー（キティ）
- 2019年3 - 6月、『夢現無双』 - りん弥、新人公演：城太郎（本役：結愛かれん）『クルンテープ 天使の都』
- 2019年7 - 8月、『チェ・ゲバラ』（日本青年館・ドラマシティ） - エリセオ・ガルシア
- 2019年10 - 12月、『I AM FROM AUSTRIA-故郷（ふるさと）は甘き調（しら）べ-』 - シュティーグル、新人公演：ガブリエラ（本役：結愛かれん）
- 2020年2月、『赤と黒』（御園座） - エリザ／レストー夫人
- 2020年9 - 2021年1月、『WELCOME TO TAKARAZUKA-雪と月と花と-』『ピガール狂騒曲』 - ヴィヴィアーヌ[注釈 3]
- 2021年2 - 3月、『ダル・レークの恋』（TBS赤坂ACTシアター・ドラマシティ） - リタ
- 2021年5 - 8月、『桜嵐記（おうらんき）』 - 弁内侍（少女）、新人公演：弁内侍（本役：美園さくら）『Dream Chaser』 新人公演初ヒロイン[6][7]
- 2021年10月、『LOVE AND ALL THAT JAZZ』（バウホール） - レナーテ・ヤニングス バウ初ヒロイン[9][10]
- 2022年1月、『今夜、ロマンス劇場で』 - 淡路千景（妖怪の歌姫）／写真の女『FULL SWING!』（宝塚大劇場のみ） トリプルエトワール[注釈 4]
- 2022年7 - 8月、『グレート・ギャツビー』（宝塚大劇場） - ジュディ[注釈 1]
- 2022年9 - 10月、『グレート・ギャツビー』（東京宝塚劇場） - ジュディ、新人公演：デイジー・ブキャナン（本役：海乃美月） 新人公演ヒロイン[2]
- 2022年11 - 12月、『ELPIDIO（エルピディイオ）』（KAAT神奈川芸術劇場・ドラマシティ） - ベニータ[2]
- 2023年2 - 4月、『応天の門』 - フキ、新人公演：藤原高子（本役：天紫珠李）『Deep Sea-海神たちのカルナバル-』 エトワール[注釈 2][注釈 5][11]
- 2023年6月、『DEATH TAKES A HOLIDAY』（東急シアターオーブ） - デイジー・フェントン
- 2023年8 - 9月、『フリューゲル-君がくれた翼-』 - ノーラ・ブレーメン、新人公演：ゾフィア・バーデン（本役：梨花ますみ）『万華鏡百景色（ばんかきょうひゃくげしき）』（宝塚大劇場）[4]
- 2023年10 - 11月、『フリューゲル-君がくれた翼-』 - ノーラ・ブレーメン『万華鏡百景色（ばんかきょうひゃくげしき）』（東京宝塚劇場）
- 2024年1月、『G.O.A.T』（梅田芸術劇場）
- 2024年3 - 5月、『Eternal Voice 消え残る想い』 - ハリエット『Grande TAKARAZUKA 110!』（宝塚大劇場）
- 2024年6 - 7月、『Eternal Voice 消え残る想い』 - ハリエット、新人公演：エゼキエル（本役：彩みちる）『Grande TAKARAZUKA 110!』（東京宝塚劇場）
- 2024年8 - 9月、『琥珀色の雨にぬれて』 - ジュヌヴィエーヴ『Grande TAKARAZUKA 110!』（全国ツアー）
- 2024年11 - 2025年3月、『ゴールデン・リバティ』 - ハニー、新人公演：マリー（本役：梨花ますみ）『PHOENIX RISING（フェニックス・ライジング）』

### 宙組時代
- 2025年6 - 7月、『RED STONE』（KAAT神奈川芸術劇場・ドラマシティ）- バーバラ・ディーダラス 東上公演初ヒロイン
- 2025年9 - 2026年1月、『PRINCE OF LEGEND』- ミカエル初台『BAYSIDE STAR』

## 出演イベント
- 2018年12月、タカラヅカスペシャル2018『Say! Hey! Show Up!!』[注釈 6]

## 広告
- 2019年、『阪急阪神』初詣ポスターモデル[5]